# La calle del terror (Parte 3): 1666
La calle del terror (Parte 3): 1666 (en inglés: Fear Street Part Three: 1666) es una película de terror sobrenatural de 2021 dirigida por Leigh Janiak, quien coescribió el guion con Phil Graziadei y Kate Trefry. Basada en la serie de libros del mismo nombre de RL Stine, es la última entrega de la trilogía de Fear Street después de la primera parte: 1994 y la segunda parte: 1978 está protagonizada por Kiana Madeira, Ashley Zukerman, Gillian Jacobs, Olivia Scott Welch, Benjamin Flores. Jr. y Darrell Britt-Gibson. La película sigue los orígenes de la maldición de Shadyside a mediados del siglo XVII y los supervivientes en 1994 que intentan ponerle fin.
Producida por Chernin Entertainment, una adaptación cinematográfica de Fear Street comenzó a desarrollarse en 20th Century Studios en 2015, con Janiak contratada en 2017. La filmación de la trilogía se llevó a cabo consecutivamente de marzo a septiembre de 2019 en Georgia, con la intención de estrenarse en cines en junio de 2020. Sin embargo, debido a la pandemia de COVID-19 y la adquisición de 21st Century Fox por parte de Disney, Chernin Entertainment terminó su acuerdo de distribución con 20th Century Studios y vendió los derechos de Netflix en agosto de 2020.
Fear Street Part Three: 1666 se estrenó en el Parque Histórico Estatal de Los Ángeles el 14 de julio de 2021 y fue lanzado por Netflix el 16 de julio de 2021. Recibió críticas generalmente positivas de los críticos, quienes señalaron la película como una conclusión efectiva de la trilogía.

## Argumento
Después de los acontecimientos finales de 1994, Deena (Kiana Madeira) reaparece en 1666 como Sarah Fier en Union, el pueblo donde esta vivía con su padre George (Randy Havens) y su hermano Henry (Benjamin Flores Jr.). 
Una noche, Deena, bajo la forma de Sarah Fier, se encuentra con Hannah Miller (Olivia Scott Welch), Issac (Fred Hechinger), Lizzie (Julia Rehwald), Abigail (Emily Rudd) y Constance (Sadie Sink), la hermana de Abigail. Se encuentran con una viuda reclusiva (Jordana Spiro) para conseguir una potente fruta para una fiesta en el bosque, en donde Sarah encuentra un libro sobre magia negra. En el bosque, comen y beben y, después de que Sarah defienda a Hanna de Caleb (Jeremy Ford), quien la estaba molestando, se retiran a lo profundo del bosque, donde terminan besándose apasionadamente, sin darse cuenta de que alguien las espía.
A los días, el pueblo comienza a experimentar cosas extrañas: no hay agua ni hay cosechas y los animales mueren. Todos buscan explicaciones excéntricas pero sin conclusiones. Ese mismo día, el pastor (Michael Chandler) del pueblo enloquece y encierra a todos los niños dentro de la iglesia donde los mata sacándoles los ojos. Todos dicen que fue brujería y buscan un culpable. Thomas (McCabe Slye), un borracho local, admite haber visto a Deena y Sam en el bosque, a lo que todos responden tachándolas de brujas y se ordena encerrarlas para colgarlas en el árbol al día siguiente. Deena y Sam escapan, pero solo Deena logra escapar. Sam es encarcelada y encadenada. Deena, después de burlar a los habitantes del pueblo, logra entrar y ver a Sam, quien le dice que huya. Deena se niega a dejarla y le dice que si las acusan de brujería entonces hará brujería, promete liberar a Sam y se va. Deena va rumbo a la casa de la una bruja, que resulta ser la "viuda", en busca de ayuda, pero al llegar descubre que la bruja está muerta.
Luego, Deena se dirige a la casa de su amigo Solomon, pero al esconderse allí dentro encuentra una serie de túneles que la llevan hasta un sala subterránea donde está el libro de la bruja. Solomon llega y le revela que él le vendió su alma al diablo para obtener fortuna y prosperidad, y que él se encuentra detrás de todos los eventos extraños que ocurrieron en el pueblo. Le propone a Deena unirse a él, pero ella se niega y trata de huir. En la batalla que sigue, ella pierde una mano y Solomon finalmente la atrapa, diciéndole a todo el pueblo que ella es la bruja, para proteger su identidad. A la mañana siguiente, antes de ser colgada bajo un árbol, ella confiesa ser la bruja y haber actuado en solitario, para salvar la vida de Sam, lo que consigue, y también jura vengarse de Solomon. Tras su muerte, sus amigos Lizzie, Issac, Hannah y Abigail la entierran apropiadamente, bajo otro árbol.

### 1994: Parte 2
Cuando la visión de Deena acaba, ella se da cuenta de que la familia Goode es responsable de la maldición de Shadyside, ya que el primogénito de cada generación repite el ritual iniciado por su antepasado Solomon. Ella y Josh son encontrados por el Sheriff Nick. Los dos hermanos logran escapar en el auto de Nick y llegan a la casa de Ziggy, donde esta todavía sigue cuidando a una Sam poseída. El trío deduce que deben matar a Nick para detener la maldición de Shadyside. Después de que reclutan la ayuda de Martin, un conserje del centro comercial, el grupo inventa un plan para atraer a Nick al centro comercial y colocar trampas para que los asesinos de Shadyside lo maten. El grupo logra atrapar temporalmente a los asesinos y Ziggy atrae a Nick al centro del centro comercial, donde vierte un balde de la sangre de Deena sobre él. Sin embargo, Nick logra escapar a los túneles. Deena y Sam, aun poseída, lo siguen mientras los demás luchan contra los asesinos. Sam ataca a Deena, pero ella es capaz de sacar a Sam de su posesión temporalmente antes de incapacitarla. Nick inmoviliza a Deena y casi la mata, pero Deena es capaz de exponer a Nick a una pila de órganos palpitantes, lo que le da una visión de todas las víctimas de sus asesinos. Deena lo mata, provocando la desaparición de los asesinos y rompiendo permanentemente la maldición. Más tarde, la familia Goode es expuesta por sus acciones, Martin encuentra una carrera en la venta de tecnología y Deena y Sam tienen una cita de pícnic en la tumba de Sarah Fier. 
En una escena a mitad de los créditos, se ve un par de manos tomando el libro satánico de la viuda.

## Elenco
- Kiana Madeira como Sarah Fier / Deena
  - Elizabeth Scopel como la "verdadera" Sarah Fier
- Ashley Zukerman como Solomon Goode / Nick Goode
- Ted Sutherland como Nick Goode (joven)
- Gillian Jacobs como la Ziggy adulta / C. Berman
  - Sadie Sink como Constance / Ziggy Berman
- Olivia Scott Welch como Hannah Miller / Samantha Fraser
- Benjamin Flores Jr. como Henry / Josh
- Darrell Britt-Gibson como Martin
- Emily Rudd como Abigail / Cindy Berman
- McCabe Slye como Thomas "el loco" / Tommy Slater
- Julia Rehwald como Lizzie / Kate
- Fred Hechinger como Isaac / Simon
- Jordana Spiro como la Viuda Mary / Sra. Lane
- Jordyn DiNatale como Ruby Lane
- Jeremy Ford como Caleb / Peter
- Randy Havens como George Fier
- Matthew Zuk como Elijah Goode / Alcalde Will Goode
- Lacey Camp como Grace Miller / Señora Fraser
- Charlene Amoia como Beth Kimball / Rachel Thompson
- Mark Ashworth como Jakob Berman
- Ryan Simpkins como Alice
- Emily Brobst como Billy Barker

## Lanzamiento
La primera película de la trilogía estaba programada para ser lanzada en junio de 2020, seguida de la segunda parte una semana después y la tercera parte 15 días después de la primera, pero fue retirada del programa debido a la pandemia de COVID-19. En abril de 2020, Chernin Entertainment puso fin a su contrato de distribución con 20th Century Studios y firmó un primer contrato de varios años con Netflix.
En agosto de 2020, Netflix adquirió los derechos de distribución de La calle del terror con una estrategia de fecha de lanzamiento a mediados de 2021 para las tres películas. La calle del terror (Parte 3): 1666 fue estrenada el 16 de julio de 2021.

## Recepción
Fear Street Part Three: 1966 recibió reseñas generalmente positivas de parte de la crítica y de la audiencia. En el sitio web especializado Rotten Tomatoes, la película posee una aprobación de 89%, basada en 99 reseñas, con una calificación de 7.2/10, y con un consenso crítico que dice: "Fear Street Part Three: 1666 envía la serie slasher atrás en el tiempo para una entrega de conclusión de la trilogía que remata las cosas con una nota alta y de gritos." De parte de la audiencia tiene una aprobación de 76%, basada en más de 1000 votos, con una calificación de 3.8/5.
El sitio web Metacritic le dio a la película una puntuación de 68 de 100, basada en 15 reseñas, indicando "reseñas generalmente favorables". En el sitio IMDb los usuarios le asignaron una calificación de 6.6/10, sobre la base de 53 891 votos, mientras que en la página web FilmAffinity la cinta tiene una calificación de 5.8/10, basada en 4807 votos.